# Karl Mayet
Karl Mayet (Berlino, 11 agosto 1810 – Stettino, 18 maggio 1868) è stato uno scacchista tedesco.
Di professione notaio, fu uno degli esponenti più originali delle pleiadi di Berlino. Le sue analisi sulla partita spagnola, incluse nella prima edizione del manuale  Handbuch des Schachspiels (1843), ne rivelano la profondità di pensiero. 
Sostenne numerosi incontri: nel 1839 vinse con Szén (+ 3 – 2 = 1); nel 1845 pareggiò con Augustus Mongredien (+ 3 – 3); nel 1847 sconfisse Von der Goltz (+ 14 – 9 = 1) ma perse con suo cugino Wilhelm Hanstein (+ 5 –12 = 1); nel 1848 perse con Daniel Harrwitz (+ 2 – 5 = 2); nel 1851 perse con Adolf Anderssen (+ 1 – 7 = 0). 
Partecipò al primo torneo internazionale di Londra 1851, ma fu eliminato al primo turno da Alexander Kennedy.
Nel 1853 si classificò 3º nel primo campionato berlinese, dietro a Jean Dufresne e Max Lange. Nel 1866 perse un match con Gustav Neumann (– 6 = 1).